# José Gualberto Padilla
José Gualberto Padilla (12 de julho de 1829 — 26 de maio de 1896), também conhecido como El Caribe, foi um médico, poeta, jornalista, político e defensor da independência de Porto Rico. Sofreu muita perseguição e foi preso pela coroa espanhola em Porto Rico, porque seus versos patrióticos, crítica social e ideias políticas foram considerados ameaça ao domínio colonial espanhol da ilha.

## Primeiros anos
Padilla nasceu em San Juan, a cidade capital de Porto Rico, em 1829; seu pai era José María Padilla Córdova, e sua mãe, Trinidad Alfonso Ramírez. A família mudou-se à cidade de Añasco, onde o pai de Padilla exerceu a advocacia. Lá, ele terminou seus estudos primários e continuou os estudos secundários em Santiago de Compostela, na Espanha.
Ao estudar na Espanha, Padilla, com um grupo de porto-riquenhos, fundou o jornal La Esperanza, que criticava os abusos políticos e sociais em Porto Rico pelo governo colonial espanhol. Em 1845 mudou-se para Barcelona, Espanha, onde obteve seu diploma de médico. Além disso, em Barcelona, escreveu para vários jornais locais e publicou um poema satírico-político intitulado Zoopoligrafía.
Padilla, em conjunto com Román Baldorioty de Castro, fundou o capítulo porto-riquenho das Sociedades Econômicas de Amigos do País (Sociedad Económica de los Amigos del País). Este grupo foi fundado pela intelligentsia espanhola, com seções em diversas cidades por toda a "Espanha Ilusionismo" e, ao menor grau, em algumas de suas colônias.

## De volta ao Porto Rico
Em 1857, Padilla voltou ao Porto Rico e estabeleceu-se na cidade de Vega Baja, onde comprou uma fazenda, um engenho de açúcar chamado Hacienda La Monserrate. A fazenda gerou lucro suficiente, o qual permitiu-lhe estabelecer uma clínica e exercer a medicina na cidade. Se os pacientes eram pobres e indigentes, Padilla tratava-os de graça. Ele também serviu dois mandatos como prefeito da cidade de Vega Baja. Padilla, finalmente, aboliu a escravidão em sua fazenda.

## Revolucionário
Padilla ajudou a organizar a revolta contra o domínio colonial espanhol, conhecida como Grito de Lares, que foi a primeira grande revolta contra o domínio espanhol e a chamada para independência, em Porto Rico.
A breve revolta, planejada por Ramón Emeterio Betances e Segundo Ruiz Belvis, e realizada por várias células revolucionárias em Porto Rico, ocorreu no dia 23 de setembro de 1868 e começou na cidade de Lares, daquele país.
Após o fracasso da revolta, alguns dos 475 rebeldes – dentre eles Padilla, Manuel Rojas e Mariana Bracetti – foram aprisionados em Arecibo, onde foram torturados e humilhados. Padilla continuou a escrever poemas durante seu confinamento na prisão. Em 17 de novembro, um tribunal militar impôs a pena de morte, por traição e sedição, a todos os prisioneiros. Enquanto isso, em Madrid, a Eugenio María de Hostos e outros porto-riquenhos proeminentes conseguiram interceder ao presidente Francisco Serrano, que ela mesma sozinha liderou a revolução contra a monarquia na Espanha.
Na tentativa de apaziguar o clima já tenso na ilha, o governador entrante José Laureano Sanz, anunciou uma anistia geral no início de 1869, e todos os prisioneiros foram libertados. Padilla voltou à sua casa, mas Batances, Rojas e muitos outros prisioneiros não foram liberados a voltar a pátria porto-riquenha deles. Eles foram exilados.

## Obras escritas
Ao voltar para casa, a fim de evitar a segunda detenção, Padilla escreveu para várias publicações sob os pseudônimos El Caribe, Macuquino, Cibuco e Trabuco. Ele também criticou o diretor espanhol do jornal El Duente, que havia desprezado os costumes e tradições locais de Porto Rico. Padilla rivalizou igualmente com Manuel del Palacio, um poeta espanhol, cujos versos eram ofensivos ao povo porto-riquenho. Em 1874, publicou Para un Palacio un Caribe, no qual criticou Palacio.
Em 1880, Padilla foi premiado por seu poema Contra el Periodismo Personal do jornal El Buscapie, propriedade de Manuel Fernández Juncos. De 1886 a 1888, El Caribe escreveu ao jornal El Palenque de la Juventud. Entre suas obras importantes são:
1. Nuevo Cancionero de Borinquen (1872)
2. El Indio Antillano
3. El Maestro Rafael  (dedicado ao educador porto-riquenho Rafael Cordero)
4. En la muerte de Corchado  (dedicado ao Manuel Corchado y Juarbe)
5. Para un Palacio un Caribe (1874)

## Anos depois
Padilla aposentou-se em 1888 e viveu os anos restantes de vida na sua propriedade em Vega Baja. Morreu no dia 26 de maio de 1896, enquanto trabalhava no seu último poema Canto a Puerto Rico, antes de sua morte. Este poema é considerado a obra-prima de Padila. Foi dito que, se ele [Padilla] não tivesse morrido prematuramente, o poema Canto a Puerto Rico de Padilla teria competido com o Cantar de Mio Cid para significância literária e histórica. Os restos mortais dele foram sepultados no Cemitério Municipal de Vega Baja.

## Legado
Várias cidades de Porto Rico têm escolas com nomes de Padilla em sua homenagem. As cidades com escolas nomeadas José Gualberto Padilla são Cayey, Arecibo e Vega Baja.
A filha dele, Trinidad Padilla de Sanz (1864–1957), foi uma poeta, que assumiu o pseudônimo La Hija del Caribe ("filha de El Caribe"). Em 1912, ela coletou a maioria das obras poéticas do Padilla e publicou-as em dois livros: En el Combate ("No Combate") e Rosas de Pasión ("Rosas da Paixão") através da Librería Paul Ollendorff em Paris.